# Dalton Gates
Dalton Gates – osada w Anglii, w hrabstwie North Yorkshire, w dystrykcie (unitary authority) North Yorkshire. Leży 62 km na północny zachód od miasta York i 340 km na północ od Londynu. Miejscowość liczy 60 mieszkańców.